# 브라질 U-23 축구 국가대표팀
브라질 U-23 축구 국가대표팀 혹은 브라질 U-23, 브라질 올림픽 축구 국가대표팀은 올림픽, 팬아메리칸 게임 등의 대회에서 브라질을 대표로 출전하는 축구 팀이다. 선수단은 23세 이하 선수들로 한정되며, 예외적으로 올림픽에선 나이 제한을 초과한 선수 (와일드카드) 세 명까지 구성이 허용된다. 브라질 U-23 팀은 브라질 축구를 관장하는 브라질 축구 연맹의 관리를 받는다.
올림픽 축구는 FIFA가 주관하는 대회 중에서 브라질이 자국 내에서 열린 2016년 대회를 우승하기 전까지, 브라질이 우승하지 못했던 마지막 국제 대회였다. 브라질 U-23 대표팀은 2016년 우승 이전에 은메달 세 번 (1984년, 1988년, 2012면)과 동메달 두 번 (1996년, 2008년) 우승한바 있다. 대표팀은 1996년 대회의 마리우 자갈루, 2000년 대회의 반데를레이 루솀부르구, 2008년 대회의 둥가, 2012년 대회의 마누 메네지스 경우의처럼 과거에는 성인 대표팀의 감독이 종종 맡고는 했다.

## 역사

### 1952–1976년 대회 하계 올림픽
브라질의 첫 올림픽 참가는 핀란드 헬싱키에서 열린 1952년 대회였다. 이 대회에서, 브라질은 8강에 도달했으나, 서독에 4–2로 패하며 탈락했다. 1960년 이탈리아 로마 대회, 1964년 일본 도쿄 대회, 1968년 멕시코 멕시코시티 대회, 1972년 서독 베를린 대회 등에서, 브라질은 조별 리그에서 탈락했다. 1976년 몬트리올 대회에서, 브라질은 준결승에서 폴란드에 2–0으로 패했고, 그 뒤 동메달 결정전에서 소련에 2–0으로 지며, 대회를 4위로 마감했다. 이 여섯 번의 참가 중에, 브라질은 올림픽 대회 측이 이 당시에 프로 출신 선수들의 출전을 허용하지 않음에 따라 유소년 팀 혹은 아마추어 선수들로 구성하여 출전했었지만, 반면에 국가의 지원을 받는 공산주의권 국가 선수들은 출전이 허용되었다.

### 1984년 하계 올림픽 - 로스앤젤레스
1984년 대회를 시작으로, 프로 선수들의 대회 참여가 허용되었다. 그렇지만, FIFA 월드컵을 우승해본 모든 전통적인 축구 강팀들인 유럽 및 남미 팀들은 대회가 시작할 당시에 A 대표팀 출전 5회 이하 선수들로 제한되었다. 브라질은 미국 로스앤젤레스에서 열린 1984년 대회에서 첫 메달을 차지했다. 조별 리그에서 브라질은 사우디아라비아를 3–1, 서독을 1–0, 모로코를 2–0으로 제압하였다. 8강전에서 브라질은 캐나다를 승부차기를 거쳐 승리를 거뒀으며, 그 뒤에 준결승에서 연장전 끝에 이탈리아를 2–1로 잡았으나, 금메달 결정전에서 프랑스에 2–0으로 패하며, 은메달을 획득했다.

### 1988년 하계 올림픽 - 서울
브라질의 두 번째 은메달은 대한민국 서울에서 열린 1988년 대회에서 나왔다. 브라질은 조별 예선에서 나이지리아를 4–0, 오스트레일리아를 3–0, 유고슬라비아를 2–1로 이기고 메달을 획득했다. 8강에서 브라질은 남미의 라이벌 팀 아르헨티나를 1-0으로 이기고, 그 뒤에 승부차기에서 서독을 잡어냈지만, 금메달 결정전에서 추가 시간 끝에 소련에 2–1로 패하고 말았다. 호마리우는 7골로 대회 득점왕에 올랐다.

### 1996년 하계 올림픽 - 애틀랜타
1992년 대회를 시작으로, 23세 이하의 선수들만이 출전이 허용되었으며, 나이 제한을 초과한 선수 3명만이 허용되었다. 성인 대표팀 감독 마리우 자갈루가 이끄는 브라질은 미국 애틀랜타에셔 열린 1996년 대회에서 첫 동메달을 획득했다. 조별 예선 중, 브라질은 첫 경기에서 일본에 1–0으로 패했지만, 그 뒤에 헝가리를 3–1로 그리고 나이지리아 1–0으로 잡으며, 조별 예선 전을 1위로 종료해냈다. 8강에서 가나를 4–2로 이긴 뒤, 브라질은 연장전 끝에 나이지리아에 4–3으로 패하고 만다. 동메달 결정전에서, 브라질은 포르투갈에 5–0 승리를 거뒀다.

### 2000년 하계 올림픽 – 시드니
성인 대표팀 감독 반데를레이 루솀부르구가 이끌었던 브라질은 8강에서 탈락했다. 조별 예선 중, 브라질은 첫 경기에서 슬로바키아를 3–1로 잡아냈고, 그 뒤에 남아공에 3–1로 패했다. 조별 예선 마지막 경기에서, 브라질은 일본을 1–0으로 잡아내며 조별 예선 1위를 지켜내었다. 8강전에서, 브라질은 카메룬에 1–2로 지고 마는데, 카메룬은 이후 금메달을 획득해냈다.

### 2003년 CONCACAF 골드컵
2002년 12월에, 브라질 축구 연맹은 2004년 올림픽을 준비하던 브라질 올림픽 대표팀의 감독으로서 히카르두 고메스를 임명했다. 올림픽 예선에 앞서, 브라질 올림픽 대표팀 혹은 브라질 U23은 2003년 CONCACAF 골드컵 대회에 참가하도록 보내졌다. 브라질은 CONCACAF 골드컵에 초청되었는데, 성인 대표팀이 한달 앞서 2003년 FIFA 컨페더레이션스컵에 참가했기에 U-23 대표팀을 보내기로 결정했다. 브라질은 U23 대표팀으로 참가하기는 했지만, 대회에서 모든 경기와 득점 기록들이 FIFA에서 정식 A 매치 출전 기록으로 인정되었다. 브라질 U23 결승전까지 진출했으나, 연장전 끝에 멕시코에 0–1로 패했고, 브라질이 초청팀으로서 CONCACAF를 우승한 최초의 팀이 되는 기회를 놓치고 말았다. 다음 해에 브라질은  올림픽 지역 예선에서 파라과이와 아르헨티나에 밀려 탈락하며 2004년 올림픽 대회에 참가하는 데 실패하고 말았다.

### 2008년 하계 올림픽 - 베이징
성인 대표팀 감독 둥가가 이끄는 브라질은 벨기에, 뉴질랜드, 중국을 각각 1–0, 5–0, 3–0으로 잡아내며 조별 예선을 1위로 마감하였다. 8강전에서, 브라질은 연장 끝에 카메룬을 2–0으로 잡아냈다. 브라질과 아르헨티나는 8월 19일 준결승전에서 격돌했다. 이 경기는 많은 파울이 일어나고 브라질이 두 명이나 퇴장하는 등 엉망이 되었다. 아르헨티나는 3–0으로 승리했다. 동메달 결정전에서, 브라질은 벨기에를 3–0으로 승리를 거뒀다.

### 2012년 하계 올림픽 – 런던
마누 메네지스가 이끄는 브라질은 조별 예선에서 이집트, 벨라루스, 뉴질랜드, 8강에서 온두라스를, 준결승에서 대한민국을 잡아낸 뒤, 8월 11일에 열린 금메달 결정전에서 멕시코에 2–1로 패했다. 대회가 열리기 전에, 브라질 대표팀은 친선전에서 영국에 2–0 승리를 거뒀다.

### 2016년 하계 올림픽 – 리우데자네이루

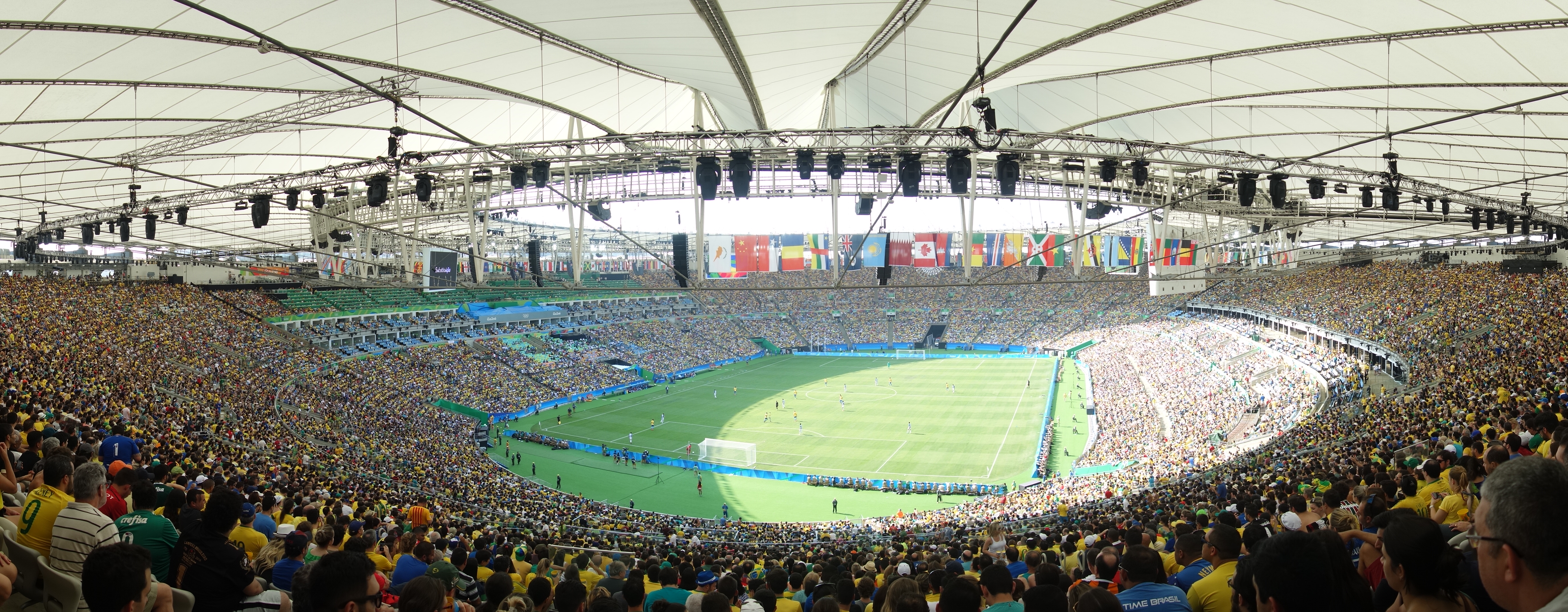
2016년 하계 올림픽 중 브라질 대 온두라스 남자 축구 팀 간의 경기.

브라질은 덴마크 (4–0 승), 이라크 (0–0 무), 남아공 (0–0 무)에 앞서며 조별 예선을 1위로 마감했으나, 마지막 두 경기는 브라질에 부진한 시작이었다. 8강전에서 브라질은 콜롬비아를 2–0으로 이기고, 준결승전에서 온두라스를 상대로 일방적인 경기를 펼치며 6–0 승리를 거뒀다. 과거 2014년 FIFA 월드컵 준결승전 이후로 FIFA 주관의 대회에서 두 팀이 처음으로 격돌한 2016년 8월 20일에 열린 독일과 결승전에서, 브라질은 연장전 1-1 무승부를 거친 후 승부차기 5–4로 간신히 승리를 거뒀다. 팀의 주장을 맡은 네이마르는 팀의 첫 금메달 획득을 결정짓는 승부차기를 성공해냈다.

### 2020년 하계 올림픽 - 도쿄
브라질은 2020년 CONMEBOL 올림픽 남자 축구 예선 준우승 자격으로 2020년 하계 올림픽 참가권을 획득했다. 대표팀은 독일을 4–2로 이기고, 코트디부아르와 0–0 무승부를 거두고, 사우디아라비아를 3–1로 이기며, 합계 7점으로 같은 조 1위로 마감했다. 이들은 8강에서 이집트를 1–0으로 잡아냈고, 준결승에서는 0-0 연장전을 마친 뒤 승부차기에서 멕시코에 4–1 승리를 거뒀다. 스페인과 결승전에서, 마테우스 쿠냐가 전반전에 스페인의 골문을 열어 제꼈고 후반전 미켈 오야르사발의 동점골이 경기를 연장전으로 끌고 나갔다. 마우콩이 108분 결승골을 넣으며, 브라질을 5년 전 리우에서 첫 우승 뒤 연속으로 자신들의 두 번째 올림픽 금메달로 이끌었다.

## 선수단

### 최근 명단
다음 22명 선수들은 2020년 하계 올림픽과 대회에 앞서 7월 15일에 열린 아랍에미리트와의 친선전에 선발되었다.
- 출전 및 득점 기록은 스페인 전 이후인 2021년 8월 7일 기준으로 한다.

| 번호 | 위치 | 선수                | 생년월일 (나이)       | 출전 | 득점 | 소속                    |
| ---- | ---- | ------------------- | --------------------- | ---- | ---- | ----------------------- |
| 1    | GK   | 산투스*             | 1990년 3월 17일(35세) | 7    | 0    | 아틀레치쿠 파라나엔시   |
| 12   | GK   | 브레누              | 1999년 4월 1일(26세)  | 1    | 0    | 그레미우                |
| 22   | GK   | 루캉                | 2001년 2월 26일(24세) | 1    | 0    | 바스쿠 다 가마          |
|      |      |                     |                       |      |      |                         |
| 2    | DF   | 가브리에우 메니누   | 2000년 9월 29일(24세) | 5    | 0    | 파우메이라스            |
| 3    | DF   | 지에구 카를루스*    | 1993년 3월 15일(32세) | 7    | 1    | 세비야                  |
| 4    | DF   | 히카르두 그라사     | 1997년 2월 16일(28세) | 3    | 0    | 바스쿠 다 가마          |
| 6    | DF   | 길례르미 아라나     | 1997년 4월 14일(28세) | 11   | 1    | 아틀레치쿠 파라나엔시   |
| 13   | DF   | 다니 아우베스*      | 1983년 5월 6일(42세)  | 7    | 0    | 상파울루                |
| 14   | DF   | 브루누 푸시스       | 1999년 4월 1일(26세)  | 8    | 0    | CSKA 모스크바           |
| 15   | DF   | 니누                | 1997년 4월 10일(28세) | 14   | 0    | 플루미넨시              |
| 16   | DF   | 아브네르            | 2000년 5월 27일(24세) | 3    | 0    | 아틀레치쿠 파라나엔시   |
|      |      |                     |                       |      |      |                         |
| 7    | FW   | 파울리뉴            | 2000년 7월 15일(24세) | 24   | 7    | 바이어 레버쿠젠         |
| 9    | FW   | 마테우스 쿠냐       | 1999년 5월 27일(25세) | 24   | 21   | 헤르타 BSC              |
| 10   | FW   | 히샤를리송          | 1997년 5월 10일(28세) | 6    | 5    | 에버턴                  |
| 11   | FW   | 안토니              | 2000년 2월 24일(25세) | 23   | 6    | 아약스                  |
| 17   | FW   | 마우콩              | 1997년 2월 26일(28세) | 9    | 1    | 제니트 상트페테르부르크 |
| 21   | FW   | 가브리엘 마르티넬리 | 2001년 6월 18일(23세) | 8    | 1    | 아스널                  |

## 역대 감독
| 감독                   | 임기        |
| ---------------------- | ----------- |
| 히카르두 고메스        | 2002 ~ 2004 |
| 둥가                   | 2008        |
| 마누 메네지스          | 2012        |
| 하몽 메니지스 우브네르 | 2023 ~      |

## 대회 출전 및 결과

### 하계 올림픽
| 올림픽 축구 기록                  | 올림픽 축구 기록 | 올림픽 축구 기록 | 올림픽 축구 기록 | 올림픽 축구 기록 | 올림픽 축구 기록 | 올림픽 축구 기록 | 올림픽 축구 기록 | 올림픽 축구 기록 | 올림픽 축구 기록 |
| 년도                              | 결과             | 순위             | 경기             | 승               | 무*              | 패               | 득점             | 실점             | 승점             |
| --------------------------------- | ---------------- | ---------------- | ---------------- | ---------------- | ---------------- | ---------------- | ---------------- | ---------------- | ---------------- |
| 23세 이하 대표팀 경기로 규칙 변경 |                  |                  |                  |                  |                  |                  |                  |                  |                  |
| 1992년                            | 지역 예선 탈락   | 지역 예선 탈락   | 지역 예선 탈락   | 지역 예선 탈락   | 지역 예선 탈락   | 지역 예선 탈락   | 지역 예선 탈락   | 지역 예선 탈락   | 지역 예선 탈락   |
| 1996년                            | 동메달           | 3위              | 6                | 4                | 0                | 2                | 16               | 8                | 12               |
| 2000년                            | 8강              | 7위              | 4                | 2                | 0                | 2                | 6                | 6                | 6                |
| 2004년                            | 지역 예선 탈락   | 지역 예선 탈락   | 지역 예선 탈락   | 지역 예선 탈락   | 지역 예선 탈락   | 지역 예선 탈락   | 지역 예선 탈락   | 지역 예선 탈락   | 지역 예선 탈락   |
| 2008년                            | 동메달           | 3위              | 6                | 5                | 0                | 1                | 14               | 3                | 15               |
| 2012년                            | 은메달           | 준우승           | 6                | 5                | 0                | 1                | 16               | 7                | 15               |
| 2016년                            | 금메달           | 우승             | 6                | 3                | 3                | 0                | 13               | 1                | 12               |
| 2020년                            | 금메달           | 우승             | 6                | 4                | 2                | 0                | 10               | 4                | 14               |
| 2024년                            | 지역 예선 탈락   | 지역 예선 탈락   | 지역 예선 탈락   | 지역 예선 탈락   | 지역 예선 탈락   | 지역 예선 탈락   | 지역 예선 탈락   | 지역 예선 탈락   | 지역 예선 탈락   |
| 합계                              | 14회 진출(14/27) | 금메달(2회)      | 66               | 38               | 12               | 16               | 134              | 69               | 126              |

### 팬아메리칸 게임
| 팬아메리칸 게임 기록              | 팬아메리칸 게임 기록 | 팬아메리칸 게임 기록 | 팬아메리칸 게임 기록 | 팬아메리칸 게임 기록 | 팬아메리칸 게임 기록 | 팬아메리칸 게임 기록 | 팬아메리칸 게임 기록 | 팬아메리칸 게임 기록 | 팬아메리칸 게임 기록 |
| 년도                              | 결과                 | 순위                 | 경기                 | 승                   | 무*                  | 패                   | 득점                 | 실점                 | 승점                 |
| --------------------------------- | -------------------- | -------------------- | -------------------- | -------------------- | -------------------- | -------------------- | -------------------- | -------------------- | -------------------- |
| 23세 이하 대표팀 경기로 규칙 변경 |                      |                      |                      |                      |                      |                      |                      |                      |                      |
| 1999년                            | 진출 실패            | 진출 실패            | 진출 실패            | 진출 실패            | 진출 실패            | 진출 실패            | 진출 실패            | 진출 실패            | 진출 실패            |
| 2003년                            | 은메달               | 준우승               | 5                    | 4                    | 0                    | 1                    | 12                   | 2                    | 12                   |
| 2007년                            | 조별리그             | 5위                  | 3                    | 2                    | 0                    | 1                    | 7                    | 4                    | 6                    |
| 2011년                            | 조별리그             | 6위                  | 3                    | 0                    | 2                    | 1                    | 2                    | 4                    | 2                    |
| 2015년                            | 동메달               | 3위                  | 5                    | 3                    | 1                    | 1                    | 15                   | 7                    | 10                   |
| 2019년                            | 진출 실패            | 진출 실패            | 진출 실패            | 진출 실패            | 진출 실패            | 진출 실패            | 진출 실패            | 진출 실패            | 진출 실패            |
| 합계                              | 11회 진출(11/17)     | 금메달(4회)          | 50                   | 34                   | 10                   | 6                    | 146                  | 39                   | 112                  |

## 수상
- 올림픽:[1]
  - 우승: 2016, 2020

- CONMEBOL 올림픽 남자 축구 예선
  - 우승: 1968, 1971, 1976, 1984, 1987, 1996, 2000

- 툴롱 대회
  - 우승: 2019

- 우한 유소년 축구 대회
  - 우승: 2014

- 코파 메르코수르
  - 우승: 1995

## 같이 보기
- 브라질 축구 국가대표팀
- 브라질 U-20 축구 국가대표팀
- 브라질 U-17 축구 국가대표팀